# 库兹帕万河
库兹帕万河（法語：Couze Pavin，法語發音：[kuz pavɛ̃]）是法国奥弗涅-罗讷-阿尔卑斯大区多姆山省的河流，是阿列河的左支流，长46.7千米。